# Alec Georgen
Alec Georgen (ur. 17 września 1998 w Clamart) – francuski piłkarz występujący na pozycji obrońcy.